# Mansonville
Mansonville település Franciaországban, Tarn-et-Garonne megyében. Lakosainak száma 310 fő (2022. január 1.). Mansonville Flamarens, Peyrecave, Saint-Antoine, Bardigues, Castéra-Bouzet, Lachapelle és Saint-Jean-du-Bouzet községekkel határos.

## Népesség
A település népességének változása:
| Lakosok száma | 282  | 286  | 292  | 288  | 290  | 294  | 302  | 306  | 310  |
|               | 2013 | 2015 | 2016 | 2017 | 2018 | 2019 | 2020 | 2021 | 2022 |